# Order „Za dzielną pracę górniczą” (Ukraina)
Order „Za dzielną pracę górniczą” (ukr. Орден «За доблесну шахтарську працю», Orden „Za debłesnu szachtarśku praciu”) – ukraińskie odznaczenie państwowe ustanowione w 2008. Nagrodzone mogą być pracownicy, którzy pracują przy wydobyciu węgla, rudy żelaza, rud metali nieżelaznych, rzadko spotykanych, manganu i uranu oraz pracownicy przedsiębiorstw górniczych, którzy pracują w kopalniach podziemnych w pełnym wymiarze czasu.
Nadawany jest w trzech klasach za wybitne osiągnięcia pracy przy wydobyciu węgla, rudy żelaza, rud metali nieżelaznych, rzadko spotykanych, manganu i uranu oraz budowie kopalni.
| Insygnia orderu | Insygnia orderu | Insygnia orderu | Insygnia orderu |
|                 | I Klasa         | II Klasa        | III Klasa       |
| --------------- | --------------- | --------------- | --------------- |
| odznaka         |                 |                 |                 |
| baretka         |                 |                 |                 |